# Ukrajna zászlaja
Ukrajna zászlaja két vízszintes sávból áll, a felső kék színű, míg az alsó sárga. A ma hivatalosan használt ukrán nemzeti lobogó sokkal régebbi múltra tekint vissza, mint hivatalos elfogadásának időpontja.
A kék-sárga kétszínű zászlót először 1848-ban használták a "Népek tavasza" során Lembergben, amely akkor az Osztrák Császárság része volt. Először 1918-ban használta hivatalos állami jelképként a rövid életű Ukrán Népköztársaság, majd a Nyugat-Ukrán Népköztársaság és az Ukrán Állam. 1938-1939 között az autonóm Ruszinföld, majd a rövid életű Kárpát-Ukrajna is ezt a lobogót használta. Amíg Ukrajna a Szovjetunió része volt, betiltották ezt a zászlót, helyette az Ukrán Szocialista Szövetségi Köztársaságé volt csak engedélyezett, mely megegyezett a Szovjetunióéval, azzal a különbséggel, hogy alján azúrkék sáv volt látható. Ukrajna függetlenné válásával 1992. január 28. óta hivatalosan újra a kék-sárga zászlót használja. A nemzeti zászló napja 2004 óta augusztus 24-én van.

## Története

Ukrajna zászlaja az ország címerével

Az ukrán zászló története jóval messzebbre nyúlik az államiságnál: még a kereszténység előtti időkbe, amikor a sárga és a kék különféle szertartásokon jelképezte a tüzet és a vizet. Az első alkalom, amikor bizonyosan használták ezeket a színeket, az 1410-es grünwaldi csata volt, amelyben a Lengyelország részét képező Ruszin Vajdaság katonái harcoltak ezen lobogó alatt.
Eredetével kapcsolatosan felmerült, hogy mivel Kijev címere mindig is sárga-kék színeket használt, ezért az már a Kijevi Rusz, jelesül Vlagyimir kijevi nagyfejedelem ideje óta használatban van, tehát skandináv eredetű (párhuzamot vonva Svédország színeivel). A színeket már I. Szvjatoszláv kijevi fejedelem címerében is használták, kb. 945 tájékán, Vlagyimir ideje előtt. Az 1709-es poltavai csatában a hadba vonuló ukránok sárga-kék, a szövetséges svédek pedig sárga zászlók alatt vonultak fel.
A kozákok kék-sárga, vörös-fekete, mélyvörös-zöld és málnaszín zászlókat is használtak a 16. és 18. század között. Mivel a kozákok a hetmanjaik lobogói alatt vonultak hadba, ezek különféle változatai léteztek, a nemesi színektől függően. A sárga-kék gyakori szín volt Galícia címereiben, Lviv címere a mai napig kék alapon arany oroszlánt tartalmaz.
1848. április 22-án a Legfőbb Ruszin Tanács Lembergben (Lviv) kinyilvánította, hogy Galícia-Lodoméria királyságának zászlaja kék-fehér, és fel is vonták a lobogót a városházán. Bár ennek nem lett komolyabb következménye, később az osztrák hadseregben szolgáló ukrán csapatok már ezeket a színeket kezdték el használni.
Az 1905-ös oroszországi forradalom idején Dnyeper-Ukrajnában is ezt a zászlót használták.
1917-ben az ukrán függetlenségi harcok során kék-sárga és sárga-kék zászlókat is használtak. Először 1917. március 25-én használták az Orosz Birodalmon belül, Petrográdban, egy tömegtüntetésen. Katonák ugyanazon év március 29-én vonták fel először Kijevben. Április elsején már százezer fős demonstráción volt látható szerte a tömegben, és széles körben elterjedt. 1918-ban az Ukrán Népköztársaság saját zászlajaként kezdte el használni, miután eldöntötték, hogy a kék-sárga változat lesz a hivatalos - ám ekkor a kék szín még halványabb árnyalatú volt. A bolsevik hatalomátvételt követő polgárháborúban az ukránok mindenütt ezt a zászlót illetve annak variációit kezdték el használni, ideértve a Távol-Keleten rövid időre létrejött Zöld Ukrajnát is.
A szovjet időkben a zászlót betiltották, használata szovjetellenes propagandának, bűncselekménynek minősült. Az ukrán zászló színei mindazonáltal még megjelentek az 1919-es Ukrán Szovjet Szocialista Köztársaság zászlajában, de nagyon gyorsan kikerültek. 1922-től ténylegesen a mindenkori szovjet zászló kismértékben módosított változatát használták. 1949-ben, miután a Szovjetunió elérte, hogy Ukrajna is legyen az ENSZ tagja, saját zászlót kapott, mely megegyezett a szovjettel, de az alsó egyharmadára azúrkék csík került. Ez különbözött a korábban használt kék színektől, éppen annak nacionalista felhangja miatt. Megemlítendő még a harmincas-negyvenes évekből Ruszinföld (Kárpátalja), amely szintén az ukrán nemzeti színeket adoptálta, valamint a Sztepan Andrijovics Bandera által vezetett Ukrán Nacionalisták Szervezete, amely gerillaharcai során vörös-fekete zászlót használt (a földre kiontott vért szimbolizálva).
A Szovjetunió felbomlása során először 1990. március 14-én vonták fel az ukrán lobogót Sztrij városában. Március 20-án Ternopilben a korábbi zászló, címer és himnusz visszaállításáról döntöttek, ugyanezen a napon pedig Kijevben is felvonták. Április 28-ától az egész lvivi területen engedélyezték a használatát, április 29-én pedig már a szovjet időkben használatos lobogót is levonták Ternopilben. Az ukrán parlamentet 1991. szeptember 4. óta díszíti, hivatalosan 1992. január 28-án állították vissza mint állami jelkép.

## Jellemzői

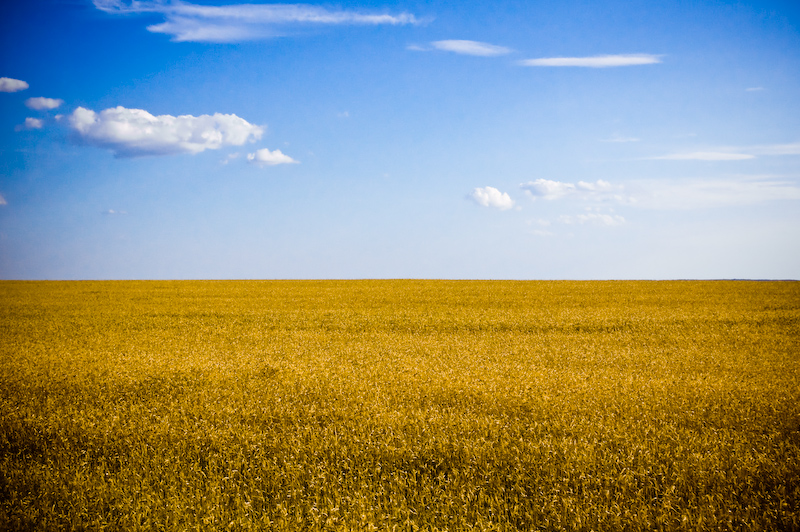
Kék ég és sárga búzamező a herszoni területen

Közvélekedés szerint a felső kék szín az ország feletti tiszta égboltot szimbolizálja (mely a béke jele is), az alsó, sárga sáv a hatalmas búzamezőket idézi, amelyek Ukrajna gyarapodásának szimbólumai.
Jogszabályban csak az került rögzítésre, hogy a hivatalos színe kék és sárga, de ennek árnyalatai már vita tárgyát képezték. 2006 előtt ugyanis általában véve egy halványabb kéket használtak.
Az ukrán zászlóhoz nagyon hasonló Alsó-Ausztria, Chemnitz, a történelmi Dalmát Királyság és Pécs zászlaja, ám azok teljesen más árnyalatú kéket használnak. A malajziai Perlis állam és az angliai Durham County zászlajai nagyon hasonlóak még, csak inverz színekkel.

## Zászlótörténet

Az Ukrán Népköztársaság, a Nyugat-Ukrán Népköztársaság és az Ukrán Állam zászlaja (1918-1921)
A kelet-szibériai Zöld Ukrajna javasolt zászlaja
Az Ukrán SzSzK zászlaja, 1919-1929
Az Ukrán SzSzK zászlaja, 1929-1937
Az Ukrán SzSzK zászlaja, 1937-1949
Az Ukrán SzSzK zászlaja, 1949-1991
Ukrajna zászlaja (1991-1992)
A jelenlegi ukrán lobogó (1992-)
Kárpátalja zászlaja

## Forráshivatkozások
1. ↑  http://geraldika.ru/symbols/3334
2. ↑  Vannier, Alexis: « Chtche ne vmerla Ukraïny » : histoire du drapeau de l'Ukraine (francia nyelven). Le Taurillon, 2024. február 7. (Hozzáférés: 2024. február 7.)
3. 1 2  Синьо-жовтий чи жовто-блакитний? Міфи про “перевернутий” прапор. Історична правда. (Hozzáférés: 2024. február 7.)
4. ↑  O'Connor, Coilin. „The Revolution On Granite: Ukraine's 'First Maidan'”, Radio Free Europe/Radio Liberty, 2020. október 15. (Hozzáférés: 2024. február 7.) (angol nyelvű)
5. ↑  Gazeta.ua: Хрущов і Каганович боялися слова "жовто-блакитний" (ukrán nyelven). Gazeta.ua, 2013. augusztus 23. (Hozzáférés: 2024. február 7.)

## Külső hivatkozások
- Ukrajna zászlaja a Világ zászlói (Flags of the World) weboldalon